# 千登世橋
座標: 北緯35度43分8.13秒 東経139度42分48.61秒 / 北緯35.7189250度 東経139.7135028度

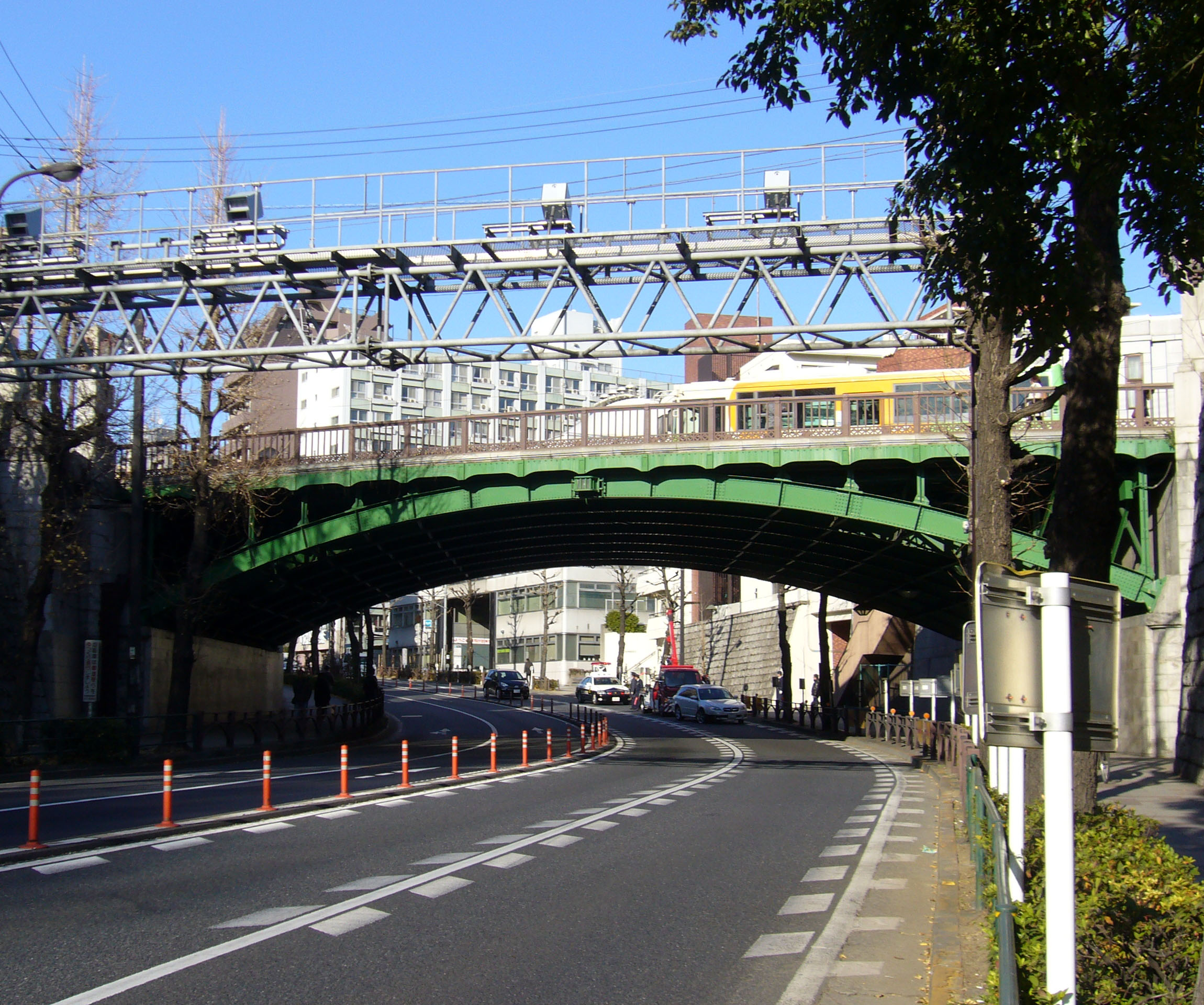
南側（2012年1月）

千登世橋（ちとせばし）は東京都豊島区目白1丁目と雑司が谷との境界にある跨道橋である。
橋上に目白通りを通し、明治通りを跨ぐ立体交差になっており、東側に位置する千登世小橋で都電荒川線を跨ぐ。橋の西にJRの目白駅・学習院大学、橋の東北に東京メトロの雑司が谷駅、都電の鬼子母神前停留場がある。明治通り、都電が目白通りの北側から神田川に掛かる高戸橋に向けて下り坂になっているのに対して、目白通りはほぼ同じ高さの台地上を通る。西北側、東北側、東南側に明治通りへ降りる階段（歩道）があり、西北側に明治通りへ降りる斜路（車道）がある。
周辺は目白台地と関口台地の境目になり、都電の軌道付近には湧水の流路があった。また高台のため付近にはのぞき坂などの急坂も多く、これらの高低差ある地形を活かした設計となっている。

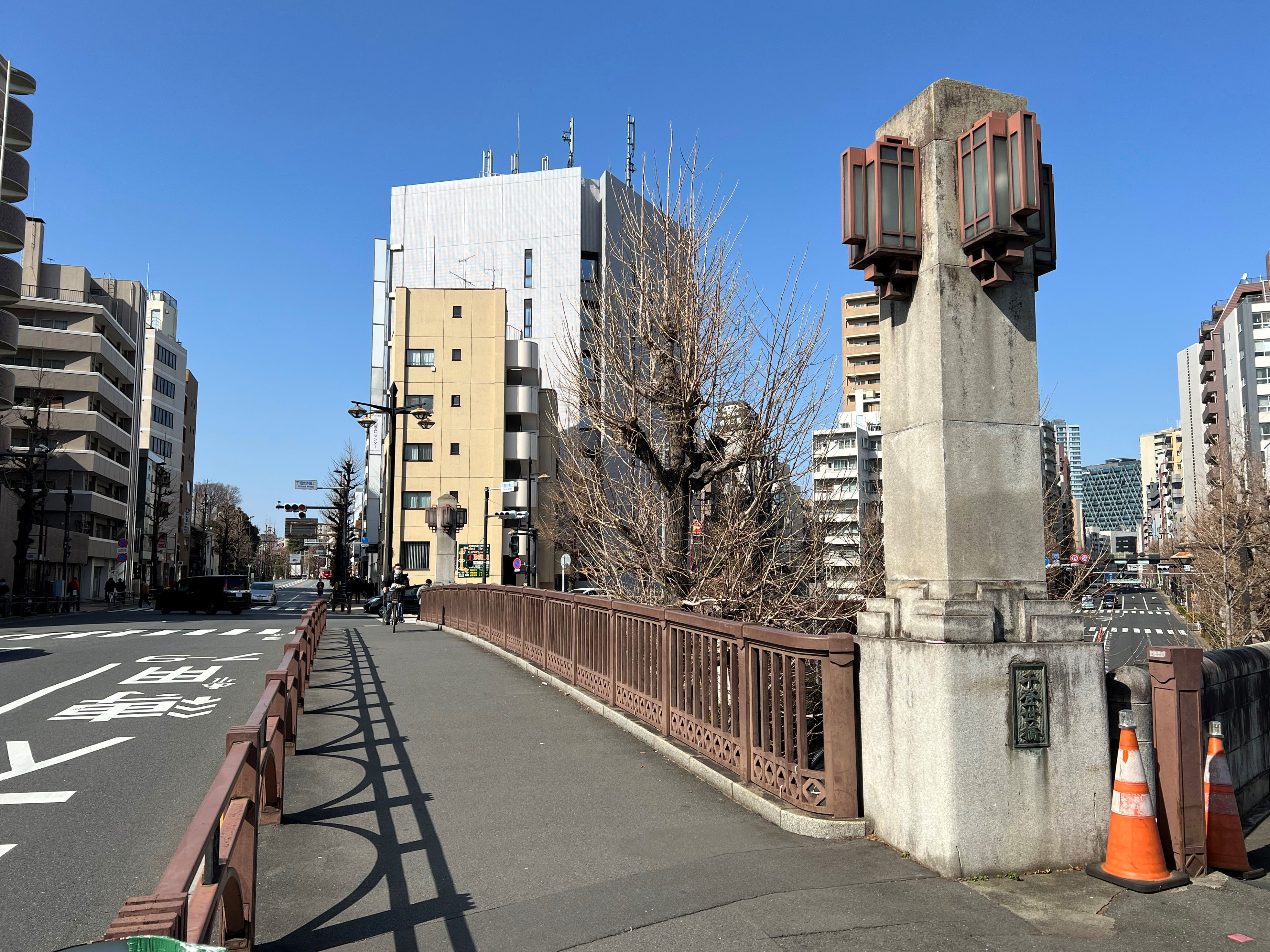
親柱と高欄（2023年2月）

1932年（昭和7年）の完成で道路の立体交差としては日本初ともいわれており、今なお現役であるため土木技術的価値も高く「東京都の著名橋」にも指定されている。平成2年（1990年）には町の美観と調和させるため親柱や高欄の意匠が改修された。
地下（東京メトロ副都心線の上）に都市計画道路環状第5の1号線のトンネルを建設中である。

## 橋の概要
- 構造形式 上路2ヒンジソリッドリブアーチ橋
- 橋床形式 鉄筋コンクリート床鈑
- 橋長 27.96m
- 幅員 18.18m
- 支間長 26.576m
- 竣工 昭和7年2月（1932年）
- 開通 昭和8年（1933年）
- 施工主体 東京市
- 橋梁制作 桜田機械